# Nadine Koppehel
Nadine Koppehel (* 1977 in Wolfen) ist eine deutsche Politikerin (AfD). Sie ist seit 2021 Abgeordnete im Landtag von Sachsen-Anhalt.

## Leben
Die Bürokauffrau war Büroleiterin und Finanzbuchhalterin der Büros des AfD-Bundestagsabgeordneten Andreas Mrosek in Berlin, Dessau-Roßlau und Gräfenhainichen.

## Politik
Nadine Koppehel trat 2016 der AfD bei. Sie ist Vorstandsmitglied und Schatzmeisterin des AfD-Kreisverbandes Dessau-Roßlau.
Seit 2019 hat sie ein Mandat im Stadtrat der Stadt Oranienbaum-Wörlitz inne. Ebenfalls seit 2019 ist sie Mitglied des Kreistages Wittenberg.
Bei der Landtagswahl in Sachsen-Anhalt 2021 kandidierte sie für das Direktmandat im Landtagswahlkreis Dessau-Roßlau und auf Platz 11 der Landesliste der AfD. Sie verpasste das Direktmandat bei einem Ergebnis von 19,1 % der Erststimmen, zog jedoch über die Landesliste in den Landtag ein. In der konstituierenden Sitzung des 8. Landtages wurde sie zur Schriftführerin gewählt.